# Миллс, Эдвин
Эдвин Арчер Миллс (англ. Edwin Archer Mills; 17 мая 1878, Стреттон Баскервилль — 12 ноября 1946, Эшби-де-ла-Зуч) — британский полицейский и перетягиватель каната, чемпион и серебряный призёр летних Олимпийских игр.
Миллс в составе команды полицейских лондонского Сити стал двукратным олимпийским чемпионом, выиграв турниры 1908 года в Лондоне и 1920 года в Антверпене. Также, на Играх 1912 он стал серебряным призёром, проиграв в единственном матче сборной Швеции.